# Comendero
Comendero. Individuo a quien se daba en encomienda alguna villa o lugar, o tenía en ellos algún derecho concedido por los reyes, abades u obispos, con obligación de prestar juramento de homenaje.

## Historia
La necesidad de protección, para ellos y para sus vasallos, indujo a los monasterios e iglesias durante la Edad Media a ponerse bajo la encomienda de la realeza o de la nobleza. En los reinos hispánicos la actividad comendataria regia es la que primero hizo su aparición. Empezó en el reinado de Fernando II de León y fue la forma de encomienda más significativa hasta el siglo XIV. En dicho siglo disminuyeron notablemente las encomiendas regias y aumentaron de forma significativa las encomiendas señoriales.
En la Galicia bajomedieval existieron dos tipos de encomiendas, la de los abades comendatarios y la de los comenderos. La designación de estos últimos era prerrogativa de los abades y de los obispos, que se ponían de ese modo bajo la protección de un noble para que este los defendiese frente a otros nobles. El cargo de comendero no lo concedían solamente los monasterios, sino que también se daba en los señoríos episcopales. El cargo más deseado por la nobleza gallega, aunque solo estaba al alcance de la más alta nobleza, era el de Pertiguero mayor de Santiago, que otorgaba a su poseedor la facultad de dirigir las milicias compostelanas.
Uno de los comenderos más poderosos era el comendero de la Iglesia de Lugo, cargo que fue desempeñado entre otros, por el infante Felipe de Castilla (1292-1327), por Fernando Rodríguez de Castro, y por Pedro Fernández de Castro.